# Rolf Kühn (Philosoph)

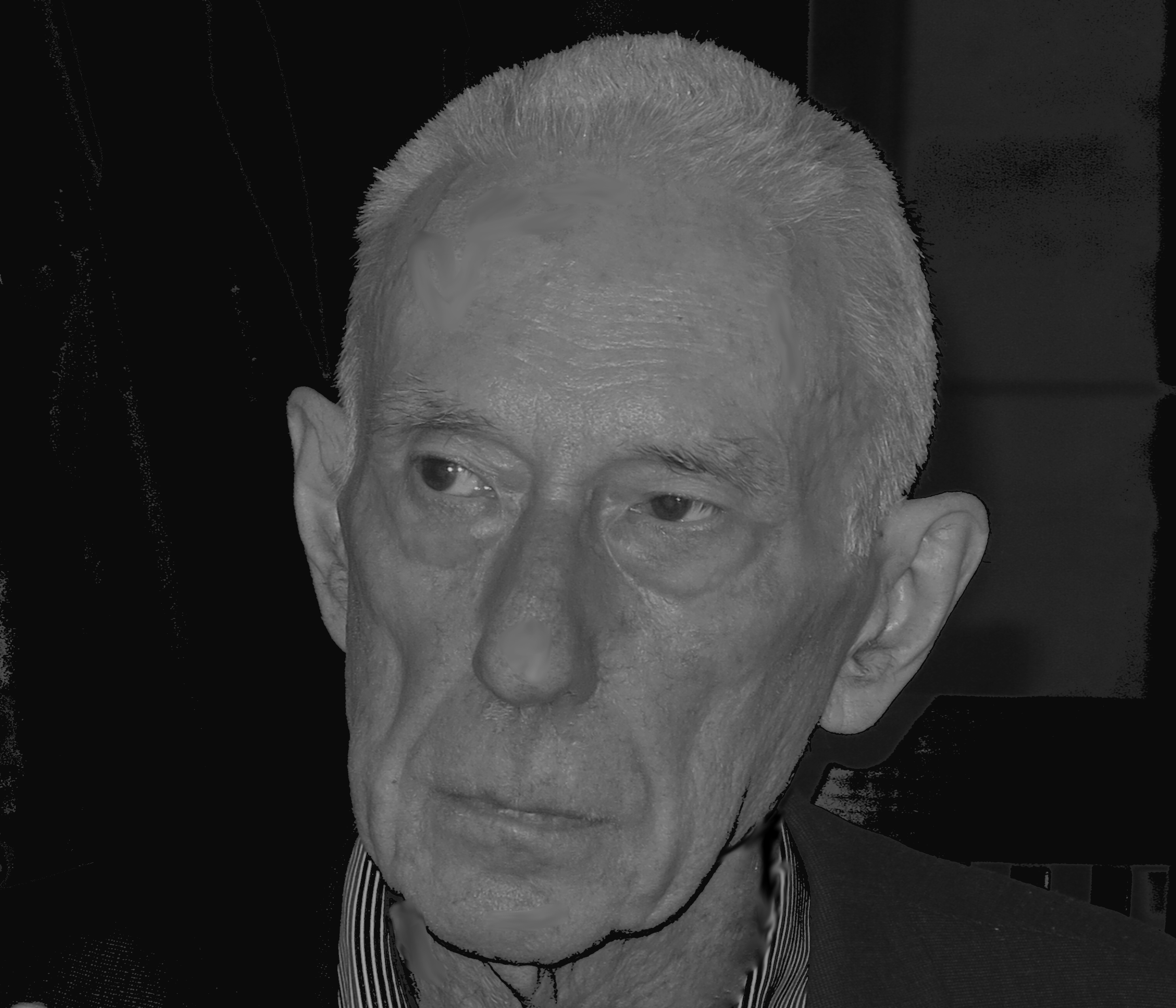
Rolf Kühn am 6. März 2024 an seinem 80. Geburtstag

Rolf Kühn (* 6. März 1944 in Essen) ist ein deutscher Philosoph auf den Gebieten der Phänomenologie, der psychologischen und philosophischen Anthropologie, Religionsphilosophie und Kulturphilosophie. Kühn ist (mit seinem Schüler Michael Staudigl und Frédéric Seyler) einer der Hauptvertreter der von Michel Henry begründeten Lebensphänomenologie.

## Leben
Rolf Kühn erhielt am Institut catholique de Paris im Jahr 1970 das Lizenziat für Katholische Theologie. 1985 wurde er an der Sorbonne Paris bei Claude Bruaire mit der Dissertation über Simone Weil zu den Themenfeldern Reflexionsphilosophie und hermeneutische Phänomenologie promoviert. 1992 habilitierte sich Kühn an der (damaligen) Grund- und Integrativwissenschaftlichen Fakultät der Universität Wien mit der Schrift Leiblichkeit und Lebendigkeit zum Gesamtwerk Michel Henrys unter besonderer Berücksichtigung der lebenseidetischen Zusammenhänge von Subjektivität, Affektivität und Leiblichkeit. An der Universität Wien war Kühn von 1990 bis 2002 als Universitätsdozent tätig. Danach erhielt er Lehraufträge u. a. in Beirut, Nizza, Lissabon und Freiburg im Breisgau.
Seit 1985 arbeiten Rolf Kühn und Michael Titze zusammen. Aus dieser Kooperation ist in Tuttlingen die Gründung eines Forschungkreises für Philosophie und Psychotherapie entstanden, in dem die Integration der Lebensphänomenologie Michel Henrys in die Tiefenpsychologie diskutiert wurde.
Seit 1992 hat Kühn drei Hauptwerke und zahlreiche Aufsätze Michel Henrys übersetzt. Hierdurch und durch zahlreiche eigene Veröffentlichungen und Herausgeberschaften zur Henrys Lebensphänomenologie sowie durch Vorträge und Seminare hat Kühn einen Beitrag zur Rezeption des französischen Philosophen im deutschen Sprachraum geleistet. Kühn hat auch Maine de Biran übersetzt.
Seit 2005 gibt Kühn im Verlag Karl Alber (aktuell mit Frédérik Seyler) die lebensphänomenologisch orientierte Reihe "Seele, Existenz und Leben" heraus. Im selben Verlag begründete er gemeinsam mit Karl Heinz Witte 2006 unter dem Titel "psycho-logik ein Jahrbuch für Psychotherapie, Philosophie und Kultur" (aktuell hrsg. von Stephan Grätzel).
Von 2010 bis 2022 war Rolf Kühn Leiter der „Forschungsstelle für jüngere französische Religionsphilosophie“ an der Universität Freiburg (i.Br.).
Rolf Kühn lebt als Privatdozent und freier Autor in Gundelfingen bei Freiburg im Breisgau.

## Werk
Die nachfolgend angeführten, chronologisch nach dem Erscheinen einiger Hauptschriften angeordneten Themen im Werk von Rolf Kühn könnten in dieser Form den Eindruck erwecken, als handle es sich dabei um trennscharf unterschiedene Forschungsfelder. Tatsächlich sind damit vor allem – ähnlich wie schon bei Michel Henry – Versuche angezeigt, die lebensphänomenologische „Grundeinsicht“ der Radikalität und Ursprünglichkeit des Lebenserscheinens auf unterschiedliche Bereiche ihrer Erprobung zu beziehen.

### Von der Phänomenologie zur Lebensphänomenologie
Die ersten Themenstichworte nehmen dabei insofern eine Sonderstellung ein, als sie sich auf die entscheidende Wende im Werk Rolf Kühns beziehen – konkret auf den „Umsturz“ der klassischen Philosophie/Phänomenologie durch die Lebensphänomenologie, den Kühn zur Zeit seiner Habilitation| vollzieht. Für Kühn zeigte sich dieses tradierte Denken zuletzt in Gestalt der Philosophie von Simone Weil, der er sich in seiner Doktorarbeit „Deuten als Entwerden“ (1988; frz. „‚Lecture décréative. Une synthèse de l’œuvre de Simone Weil“, 1985) noch in „hermeneutisch-religionsphilosophischer Sicht“ nähert. Im Vorwort seiner Wiener Habilitationsschrift „‚Leiblichkeit als Lebendigkeit“ (1991) schreibt Kühn, dass Weil in der Grundlegung ihres Denkens „zwischen Leben und Wahrheit“ habe wählen müssen. „Diese Alternative, die S. Weil auf dem Boden der hermeneutischen Reflexionsphilosophie zu Gunsten der ‚Wahrheit‘ entschied, enthielt die Aufforderung, auch dem anderen Teil – nämlich das ‚Leben‘ – angemessen weiterzudenken. Dazu bot sich die Phänomenologie in Ihrer radikal materialen Ausprägung als der geeignete Weg an.“
Kühn hat sich in seinem Werk mehrfach bemüht, die Gründe für diesen Umsturz weiter auszuführen, so zum Beispiel, wenn er in „Individuationsprinzip als Sein und Leben“ (2006) nachzeichnet, wie die abendländische Geschichte eine Ontologisierung und Verobjektivierung der „Materie“ seit Aristoteles vollzog, einen Prozess, den man gegenüber dem lebensphänomenologischen Verständnis einer „lebendigen“ Materie als „Verlust“ bezeichnen muss. Daher fordert er einen Rückgang auf eine ursprüngliche Materie des lebendigen Empfindens, die „pathische“ Materie unseres lebensempfänglichen Leibes, die Kühn (mit Michel Henry) auch als „Fleisch“ bezeichnet: Kühn: „Es handelt sich um den Rückgang von der Empfingsmaterie (das heißt von derjenigen Materie, die uns als sinnliche von außen affiziert) zur pathischen Materie hin - zu jener Materie, die den eigentlichen phänomenologischen Stoff eines […] immanenten Empfindens als Erfahrenkönnen ausmacht […].“

### Der Beitrag der Lebensphänomenologie zur Psychotherapie
Da Kühn dem Ansatz Michel Henrys über weiteste Strecken folgt, könnte man den Eindruck eines bloßen deutschsprachigen „Epigonen“ gewinnen. Wer sich jedoch der Mühe einer Rezeption seines äußerst umfangreichen (nicht nur deutschsprachigen) Werkes unterzieht, wird schnell bemerken, dass Kühn das Forschungsfeld der Lebensphänomenologie erheblich erweitert hat. Besonders auffällig ist dies im Bereich der Psychotherapie, die Henry trotz seines Werks über die Genealogie der Freud’sche Psychoanalyse im Vergleich nur streift. Kühn nahm dagegen von Anfang an weitere therapeutischen Methoden in den Blick, etwa die Logotherapie und Existenzanalyse Viktor Frankls – gemeinsam mit dem Psychologen Günter Funke, gest. 2016 – oder – gemeinsam mit weiteren psychotherapeutischen Weggefährten Karl Heinz Witte und Michael Titze – die Individualpsychologie Alfred Adlers und schließlich auch den psychoanalytischen Ansatz Jacques Lacans.
Kühn machte entschieden darauf aufmerksam, dass die genannten psychotherapeutischen Ansätze offen dafür sind, das aufzugreifen, was die Radikale Lebensphänomenologie mit dem von ihr einführten Begriff der „Passibilität“ anzeigen will, nämlich ein Vermögen und Können, das aus einem nicht verdrängten Leid erwächst.

### Lebensphänomenologische Grundlagen von Politik und Ökonomie
Schon früh hat Kühn Henrys Denken im Bereich der Politik und Ökonomie (etwa in „Leben als Bedürfen“, 1996) aufgegriffen. Es war hier dann insbesondere seine Lebenszeit über den Tod Henrys (im Jahr 2002) hinaus, die ihm die Möglichkeit gab, vor dem Hintergrund der diesbezüglichen lebensphänomenologischen Kritik pointiert auf neuere Entwicklungen in Politik und Wirtschaft einzugehen – so etwa auf den neuen Faschismus und die Grundlagen eines globalisierten Kapitalismus. Der hier für die deutschsprachige Leserschaft ungünstige Umstand ist, dass die beiden grundlegenden Bände von Henrys Auseinandersetzung mit Karl Marx bislang noch unübersetzt sind.

### Radikale Religionsphänomenologie und Mystik
Am stärksten missverstanden wird der Ansatz sowohl Henrys als auch Kühns dort, wo er sich auf Religion und Christentum bezieht. Man beklagte eine „theologische Wende“ oder gar eine Art reumütige Bekehrung der Phänomenologie als einer ehemals stolzen wie methodisch strengen wissenschaftlichen Disziplin. Es ist aber so, dass das christliche Dogma für beide Denker keineswegs die philosophisch-phänomenogische Frage nach der Wahrheit ersetzt. Vielmehr eröffnet die Gewissheit des christlichen Glaubens die Möglichkeit, die Frage nach einer ursprünglichen Wahrheit zu stellen, die allerdings hier wie dort genuin phänomenologisch beantwortet wird.
Seit 2018 bezeichnet Kühn die Grunderfahrung der Lebensphänomenologie immer häufiger als „(Lebens-)Mystik“. Auch hier gibt es Gelegenheit zu Missverständnissen: Kühn hat dabei weniger historische oder aszetische Phänomene der Mystik im Blick als vielmehr eine sogenannte „philosophische Mystik“ (im Sinne einer „Apophatischen“ oder „Negativen Theologie“), welche auf die Grenzerfahrung eines „originären Nichtwissens“ ausgerichtet ist.

### Kultur, Ästhetik und Kunst im Licht der Lebensphänomenologie
Schon Henry zeigt insbesondere in den späten 1980er Jahren seine Grundanliegen im Bereich der Kultur an, vor allem in ihrem Zusammenspiel mit Ästhetik und Kunst. Dies spiegelt sich in der Kühn’schen Rezeption wider, jedoch scheint er – dies zeigen seine letzten Bücher ausdrücklich – seinen Ansatz noch stärker drauf zuzuspitzen: In immer wieder an die Monographien angehängten „Ausblicken“ betont Kühn etwa, dass die Kunst als „Selbsteigerung des Lebens“ die Gabe des absoluten Lebens gegenwärtig am wirkungsvollsten zum Ausdruck bringt.

## Rezeption und Kritik
Eine deutschsprachige Rezeption von Rolf Kühn fand vor allem im Raum der Katholischen Religionsphilosophie und der Theologie statt. Dies mag auch damit zusammenhängen, dass Kühn seine universitäre Ausbildung am renommierten „Institut catholique de Paris“ abschloss. Zudem gilt sein philosophischer Lehrer Claude Bruaire zu jenen, die in den 1970er Jahren den Versuch unternahmen, ausgehend von der Zeitschrift „Communio“ (mit Xavier Tilliette u. a.) eine Erneuerung der „Christlichen Philosophie“ zu bewirken.
Die Theologin und Religionsphilosophin Saskia Wendel hatte unmittelbar nach dem Erscheinen von „Geburt in Gott“ (Religion, Metaphysik, Mystik und Phänomenologie, 2003) wiederholt eine Kritik an Rolf Kühns Ansatz formuliert. Sie hält ihm die klassischen Bedenken gegenüber einem philosophischen Monismus vor, welche vor allem im Bereich der Freiheit in der Gott-Mensch-Beziehung lägen und empfiehlt diesbezüglich einen differenzierteren Blick auf die Traditionen des Deutschen Idealismus. Wendel hat diese Kritik allerdings nicht weiterverfolgt und ist somit auf Kühns schon wenig spätere Klarstellungen (wie etwa in Anfang und Vergessen, Phänomenologische Lektüre des Deutschen Idealismus, 2004) nicht mehr eingegangen.
Eine Rezeption des Begriffs der „Lebensreligion“ wurde im Jahr 2017 im „Jahrbuch für Religionsphilosophie“ dokumentiert. Zudem wurde eine Kontroverse mit der Psychoanalyse besonders um den ontischen wie ontologischen Begriffs von Trieb, Unbewusstem und Affekt geführt.

## Mitgliedschaften
- Beirat des Mitteleuropäischen Instituts für Philosophie (Středoevropský Institut Filosofie SIF), Prag.
- Beirat Philosophischer Literaturanzeiger
- Beirat Revue Internationale Michel Henry Louvain-la-Neuve
- Beirat Revista de Fenomenologias de la Vida y la Affectividad Buenos Aires, Argentinien
- Cercle phénoménologique de la vie et clinique USB Brésil

## Veröffentlichungen

### Monografien
- Deuten als Entwerden. Hermeneutisch-religionsphilosophische Synthese des Werkes Simone Weils. Herder, Freiburg im Breisgau 1989.
- Sinn – Sein – Sollen. Beiträge zu einer phänomenologischen Existenzanalyse in Auseinandersetzung mit dem Denken Viktor E. Frankls. Junghans, Dartford/Cuxhaven 1991, 3. erw. Aufl. 1995.
- Leiblichkeit als Lebendigkeit. Michel Henrys Lebensphänomenologie absoluter Subjektivität als Affektivität. Alber, Freiburg im Breisgau/München 1992.
- Französische Reflexions- und Geistesphilosophie. Profile und Analysen. Hain, Frankfurt am Main 1993.
- Studien zum Lebens- und Phänomenbegriff. (Transzendentalphilosophie heute, Band 6), Junghans, Dartford/Cuxhaven 1994.
- Existenz und Selbstaffektion in Therapie und Phänomenologie. Passagen Verlag, Wien 1994.
- Leben als Bedürfen. Eine lebensphänomenologische Analyse zu Kultur und Wirtschaft. (Ethische Ökonomie. Beiträge zur Wirtschaftsethik und Wirtschaftskultur, Band 2), Physica-Springer, Heidelberg 1996.
- Husserls Begriff der Passivität. Zur Kritik der passiven Synthesis in der genetischen Phänomenologie. (Phänomenologie Kontexte, Band 6), Alber, Freiburg im Breisgau/München 1998.
- Radikalisierte Phänomenologie. [Heidegger, Lévinas, Derrida, Marion]. (Reihe der Österreichischen Gesellschaft für Phänomenologie, Band 8) Lang, Wien 2003.
- Geburt in Gott. Religion, Metaphysik, Mystik und Phänomenologie. Alber, Freiburg im Breisgau/München 2003.
- Radicalité et Passibilité. Pour une phénoménologie pratique. L’Harmattan, Paris 2003.
- Anfang und Vergessen. Phänomenologische Lektüre des deutschen Idealismus – Fichte, Schelling, Hegel. (Ursprünge des Philosophierens, Band 10), Kohlhammer, Stuttgart 2004.
- Gabe als Leib in Christentum und Phänomenologie. Echter, Würzburg 2004.
- Leben. Eine Besinnung. Alber, Freiburg im Breisgau/München 2004, 2. ergänzte Neuaufl. 2023.
- Innere Gewissheit und lebendiges Selbst. Grundzüge der Lebensphänomenologie. (Orbis Phaenomenologicus Studien, Band 11), Königshausen & Neumann, Würzburg 2005.
- Wort und Schweigen. Phänomenologische Untersuchungen zum originären Sprachverständnis. (Europaea Memoria Reihe I: Studien, Band 43), Olms, Hildesheim/New York/Zürich 2005.
- Einführung in eine phänomenologische Psychologie. (Seele, Existenz und Leben, Band 1), gemeinsam mit Günter Funke. Alber, Freiburg im Breisgau/München 2005.
- Patho-genese und Fülle des Lebens. Eine phänomenologisch-psychotherapeutische Grundlegung. (Seele, Existenz und Leben, Band 2), gemeinsam mit Renate Stachura. Alber, Freiburg im Breisgau/München 2005.
- Pierre Maine de Biran – Ichgefühl und Selbstapperzeption. Ein Vordenker konkreter Transzendentalität in der Phänomenologie. (Studien und Materialien zur Geschichte der Philosophie, Band 73), Olms, Hildesheim/New York/Zürich 2006.
- Individuationsprinzip als Sein und Leben. Studien zur originären Phänomenalisierung. (Ursprünge des Philosophierens, Band 14), Kohlhammer, Stuttgart 2006.
- Ästhetische Existenz heute. Zum Verhältnis von Leben und Kunst. (Seele, Existenz und Leben, Band 4), Alber, Freiburg im Breisgau/München 2007.
- Macht der Gefühle. (Reihe HinBlick), Alber, Freiburg im Breisgau / München 2008.
- Subjektive Praxis und Geschichte. Phänomenologie politischer Aktualität. Alber, Freiburg im Breisgau/München 2008.
- Praxis der Phänomenologie. Einübungen ins Unvordenkliche. (Seele, Existenz und Leben, Band 12), Alber, Freiburg im Breisgau/München 2009.
- Selbstoffenbarung Gottes als Leben. Religionsphilosophie und Lebensphänomenologie. Echter, Würzburg 2009.
- Lachen zwischen Freude und Scham. Eine psychologisch-phänomenologische Analyse der Gelotophobie. Gemeinsam mit Michael Titze, Königshausen & Neumann, Würzburg 2010.
- Ipseidade e práxis subjectiva. Abordagens fenomenológicas e antropológicas segundo o pensamento de Michel Henry. (Fórum de ideias 33) (portugiesische Übers. José Rosa, Helena de Jesus, Adelino Cardoso), Edições Colibri, Lissabon 2010.
- „Im Anfang war der Logos…“. Studien zur Rezeptionsgeschichte des Johannesprologs von der Antike bis zur Gegenwart. (Forschungen zur Europäischen Geistesgeschichte, Band 11), gemeinsam mit Markus Enders (unter Mitarbeit von Johannes Bruns), Herder, Freiburg im Breisgau 2011.
- Natur und Leben. Entwurf einer aisthetischen Proto-Kosmologie. Mit einem Bild von Rainer A. Riepl. (Seele, Existenz und Leben, Band 17), Alber, Freiburg im Breisgau/München 2011.
- „Ungeteiltheit“ – oder Mystik als Ab-Grund der Erfahrung. Ein radikal phänomenologisches Gespräch mit Meister Eckhart. (Studies in Contemporary Phenomenology, Band 7), Brill Academic Publishers, Leiden-Boston 2012.
- L’abîme de l’épreuve. Phénoménologie matérielle en son archi-intelligibilité. Peter Lang, Brüssel 2012.
- Individuation et vie culturelle. Pour une phénoménologie radicale dans la perspective de Michel Henry [Conférences Chaire Cardinal Mercier 2008-09]. Peeters, Louvain/Paris/Walpole 2012.
- Lebensreligion. Unmittelbarkeit des Religiösen als Realitätsbezug. Text & Dialog, Dresden 2013 [Neuaufl. 2017 als Band I von Radikalphänomenologische Studien zu Religion und Ethik].
- Französische Religionsphilosophie und -phänomenologie der Gegenwart. Metaphysische und post-metaphysische Positionen zur Erfahrungs(un)möglichkeit Gottes. (Forschungen zur Europäischen Geistesgeschichte, Band 15), Herder, Freiburg im Breisgau 2013.
- Leere und Aufmerksamkeit. Studien zum Offenbarungsdenken Simone Weils. Text & Dialog, Dresden 2014 (2. Aufl. 2019).
- Wie das Leben spricht: Narrativität als radikale Lebensphänomenologie. Neuere Studien zu Michel Henry. (Phaenomenologica, Band 218), Springer, Cham (CH) 2015.
- Logothérapie et phénoménologie. Contributions à la compréhension de l’analyse existentielle de Viktor E. Frankl. L’Harmattan, Paris 2015.
- Diskurs und Religion. Der psychoanalytische Wahrheitszugang nach Jacques Lacan als religionsphilosophische Problematik. Text & Dialog, Dresden 2016.
- Lebensethos. Inkarnatorische Konkretionen originärer Lebensreligion. (Radikalphänomenologische Studien zu Religion und Ethik, Band II), Text & Dialog, Dresden 2017.
- Der therapeutische Akt. Seine Singularität in Bezug auf Wissen und Wahrheit in lebensphänomenologischer und Lacan'scher Perspektive. Alber, Freiburg im Breisgau/München 2018.
- Lebensmystik. Ursprüngliche Erfahrungseinheit von Religion und Ethik im Spiegel „philosophischer Mystik“. (Radikalphänomenologische Studien zu Religion und Ethik, Band III), Text & Dialog, Dresden 2018.
- Alles, was leiden kann. Zur Ursprungseinheit von Freude und Leid. Text & Dialog, Dresden 2019.
- Postmoderne und Lebensphänomenologie. Zum Verhältnis von Differenz und Immanenz des Erscheinens. Alber, Freiburg im Breisgau/München 2019.
- Psychoanalyse, Philosophie und Religion – wer leitet die Kultur?. Vandenhoeck & Ruprecht, Göttingen 2020.
- Primärerfahrungen, Ursprung und Nachträglichkeit. Grenzgänge zwischen Psychoanalyse und Phänomenologie. Psychosozial-Verlag, Gießen 2021.
- Leben als Präsenz und Immanenz. Hinführung zu Grundfragen der Phänomenologie. Text & Dialog, Dresden 2021.
- „Ich kann“ als Grundvollzug des Lebens. Analysen zur material-phänomenologischen Handlungsstruktur. Text & Dialog, Dresden 2022.
- Das Begehren der Mystik. Eine Kriteriologie für Erkenntnis und Praxis. Nomos-Alber, Baden-Baden 2022.
- Seinserfahrung durch Lebenserprobung. Springer, Wiesbaden 2023.
- Originäres Nicht-Wissen und Tradition. Skizzen zur Begrenztheit der Diskursivität. Text & Dialog, Dresden 2023.
- Materie und Empfinden: Zur Grundgegebenheit von Hyletik, Aisthetik und Ästhetik in Natur und KosmosNomos-Alber, Baden-Baden 2024.

### Artikel in Nachschlagewerken
- Subjekt (franz.: sujet). In: Wörterbuch der phänomenologischen Begriffe, hrsg. v. Helmuth Vetter unter Mitarbeit von Klaus Ebner und Ulrike Kadi. Hbg. Meiner-Verlag 2020 (2004).

### Herausgeberschaft
- Oeuvres complètes de Simone Weil, Band 1: Premiers écrits philosophiques (Texte établis, présentés et annotés par G. Kahn et R. Kühn), Gallimard, Paris 1988.
- Psychotherapie und Philosophie – Philosophie als Psychotherapie? Gemeinsam mit Hilarion Petzold. Junfermann, Paderborn 1992.
- Alfred Adler, Über den nervösen Charakter. Grundzüge einer vergleichenden Individualpsychologie und Psychotherapie. Kommentierte textkritische Ausgabe. Gemeinsam mit Almuth Bruder-Bezzel und Karl Heinz Witte. Vandenhoeck & Ruprecht, Göttingen 1997; 2. korr. Aufl. 2008.
- Scham – ein menschliches Gefühl. Kulturelle, psychologische und philosophische Perspektiven. Gemeinsam mit Michael Raub und Michael Titze. Westdeutscher Verlag, Opladen 1997.
- Sprache und Pathos. Zur Affektwirklichkeit als Grund des Wortes. Gemeinsam mit Ekkehard Blattmann, Susanne Granzer und Simone Hauke. Alber, Freiburg im Breisgau/München 2001.
- Michel Henry. Zur Selbsterprobung des Lebens und der Kultur. Gemeinsam mit Stefan Nowotny. Alber, Freiburg im Breisgau/München 2002.
- Epoché und Reduktion. Formen und Praxis der Reduktion in der Phänomenologie. (Orbis Phaenomenologicus, Perspektiven Band 3), Gemeinsam mit Michael Staudigl. Königshausen & Neumann, Würzburg 2003.
- Existenzanalyse und Lebensphänomenologie.– Berichte aus der Praxis. (Seele, Existenz und Leben, Band 3), Gemeinsam mit Günter Funke und Renate Stachura. Alber, Freiburg im Breisgau/München 2006.
- Meister Eckhart – Erkenntnis und Mystik des Lebens. Forschungsbeiträge der Lebensphänomenologie. (Seele, Existenz und Leben, Band 6), Gemeinsam mit Sébastien Laoureux. Alber, Freiburg im Breisgau/München 2008.
- Ökonomie als ethische Herausforderung. Lebensphänomenologische Grundlagen. (Seele, Existenz und Leben, Band 8), Gemeinsam mit Marc Maesschalck. Alber, Freiburg im Breisgau/München 2009.
- Michel Henry’s Radical Phenomenology. (Studia Phaenomenologica, Band 9) Gemeinsam mit Jad Hatem. Humanitas, Bukarest 2009.
- Michel Henry et l’affect de l’art. Recherches sur l’esthétique de la phénoménologie matérielle. Précédé de „Peindre l’invisible“ par Michel Henry. (Studies in Contemporary Phenomenology, Band 4). Gemeinsam mit Adnen Jdey. Brill Academic Publishers, Leiden/Boston 2012.
- Kritik gegenwärtiger Kultur. Phänomenologische und christliche Perspektiven. Gemeinsam mit Markus Enders. Alber, Freiburg im Breisgau/München 2013.
- Religio und passio. Texte zur neueren französischen Religionsphilosophie. Echter, Würzburg 2014.
- Pathos und Schmerz. Beiträge zur phänomenologisch-therapeutischen Relevanz immanenter Lebensaffektion. Alber, Freiburg im Breisgau/München 2017.
- Psycho-logik. Jahrbuch für Psychotherapie, Philosophie und Kultur. Gemeinsam mit Jann E. Schlimme und Karl Heinz Witte. Alber, Freiburg im Breisgau/München 2006–2012.
- Schriftenreihe „Seele, Existenz und Leben“. Ab Band 4 gemeinsam mit Günter Funke in Zusammenarbeit mit dem „Institut für Existenzanalyse und Lebensphänomenologie Berlin“ und dem „Forschungskreis Lebensphänomenologie Freiburg“; ab Band 24 gemeinsam mit Frédéric Seyler, DePaul University Chicago. Alber, Freiburg im Breisgau/München 2006 ff.

### Buchübersetzungen
- Michel Henry, Radikale Lebensphänomenologie. Ausgewählte Studien zur Phänomenologie. Vorwort Jean-Luc Marion. Alber, Freiburg im Breisgau/München 1992.
- Michel Henry, Die Barbarei. Eine phänomenologische Kulturkritik. Gemeinsam mit Isabelle Thireau. Alber, Freiburg im Breisgau/München 1994 (Studienausgabe mit neuer Einleitung 2016).
- Michel Henry, „Ich bin die Wahrheit“. Für eine Philosophie des Christentums. Vorwort von Rudolf Bernet (Phänomenologie Texte, Band 2). Alber, Freiburg im Breisgau/München 1997, 2. Auflage 1999.
- Michel Henry, Inkarnation. Eine Philosophie des Fleisches. Alber, Freiburg im Breisgau/München 2002, 2. Auflage 2010.
- Michel Henry, Affekt und Subjektivität. Lebensphänomenologische Beiträge zur Psychologie und zum Wesen des Menschen. Alber, Freiburg im Breisgau/München 2005, 2. Auflage 2014.
- Pierre Maine de Biran, Von der unmittelbaren Apperzeption (Berliner Preisschrift 1807). (Alber Phänomenologie Texte, Band 7), Alber, Freiburg im Breisgau/München 2008.
- Pierre Maine de Biran, Die innere Offenbarung des „geistigen Ich“. Drei Kommentare zum Johannes-Evangelium. Echter, Würzburg 2010.
- Michel Henry, Radikale Religionsphänomenologie. Beitrage 1943-2001. Alber, Freiburg im Breisgau/München 2015.
- Michel Henry, Können des Lebens. Schlüssel zur radikalen Phänomenologie. Alber, Freiburg im Breisgau/München 2017.
- Alain Daniélou, Shiva und Dionysos. Die Religion der Natur und des Eros. Text & Dialog, Dresden 2020.